# Studienka
Studienka je obec v okrese Malacky na Slovensku. Žije zde přibližně 1 700 obyvatel. První písemná zmínka o obci pochází z roku 1592. Ve vsi stojí barokní římskokatolický kostel svatého Štěpána. Jižně od vesnice protéká řeka Rudava.